# Vulcana-Băi
Vulcana-Băi é uma comuna romena localizada no distrito de Dâmboviţa, na região de Muntênia. A comuna possui uma área de 28.15 km² e sua população era de 3275 habitantes segundo o censo de 2007.